# Alchemilla alpinula
Alchemilla alpinula es una especie de planta del género Alchemilla, perteneciente a la familia Rosaceae.

## Taxonomía
Alchemilla alpinula fue descrita por S. E. Fröhner en 2012.

## Distribución
Se encuentra en el territorio de Austria.